# Giải SDFCS cho biên tập xuất sắc nhất
Giải SDFCS cho biên tập xuất sắc nhất là một trong các giải của SDFCS dành cho biên tập phim, được bầu chọn là xuất sắc nhất. Giải này được lập từ năm 2002.

## Các phim & người đoạt giải

### Thập niên 2000
| Năm  | Phim                                   | Biên tập viên                                      |
| ---- | -------------------------------------- | -------------------------------------------------- |
| 2002 | Thirteen Conversations About One Thing | Stephen Mirrione                                   |
| 2003 | Kill Bill: Vol. 1                      | Sally Menke                                        |
| 2004 | Eternal Sunshine of the Spotless Mind  | Valdis Oskarsdottir                                |
| 2005 | A History of Violence                  | Ronald Sanders                                     |
| 2006 | United 93                              | Clare Douglas, Richard Pearson & Christopher Rouse |
| 2007 | Atonement                              | Paul Tothill                                       |
| 2008 | Slumdog Millionaire                    | Chris Dickens                                      |

Bản mẫu:SDFCS Awards Chron